# Norbert Meier
Norbert Meier (* 20. September 1958 in Reinbek) ist ein ehemaliger deutscher Fußballtrainer und vormaliger deutscher Fußballnationalspieler. Er betreute zuletzt den Drittligisten KFC Uerdingen 05 als Cheftrainer.

## Spielerkarriere

### Verein
Der im Mittelfeld eingesetzte Meier begann seine fußballerische Laufbahn 1964 im Jugendfußball beim TSV Reinbek. Zur Jahresmitte 1970 schloss er sich für ein Jahr dem FC Voran Ohe an. Anschließend spielte er bis Ende Juni 1975 beim VfL Lohbrügge. In den beiden folgenden Spielzeiten wurde er als Spieler des FC St. Pauli geführt. Ab der Saison 1977/78 spielte er für den ASV Bergedorf 85. In der Saison 1979/80 wurde Meier mit 21 Treffern Torschützenkönig der Verbandsliga Hamburg und erreichte als Meisterschaftszweiter mit Bergedorf die Aufstiegsrunde zur Oberliga. Zur Spielzeit 1980/81 unterschrieb er beim SV Werder Bremen, der in der 2. Bundesliga Nord spielte. Er stieg mit der Mannschaft im nächsten Jahr in die 1. Bundesliga auf. Als offensiver Mittelfeldspieler war er zusammen mit Rudi Völler, Thomas Schaaf, Uwe Reinders und Klaus Fichtel unter dem Trainer Otto Rehhagel für den Erfolg der Bremer in den 1980er Jahren mitverantwortlich. 1988 wurde er mit Werder Deutscher Meister. Für die Bremer absolvierte er bis Ende 1989 insgesamt 281 Spiele in der 1. und 2. Bundesliga. Dabei erzielte er 82 Treffer. In den ersten zweieinhalb Jahren der 1990er Jahre stand er im Kader von Borussia Mönchengladbach. Dort schoss er zwei Tore bei 50 Bundesligaeinsätzen.
Insgesamt absolvierte er von 1981 bis 1992 in der 1. Bundesliga 292 Ligaspiele für den SV Werder Bremen und Borussia Mönchengladbach.
Meier wurde im Verlauf seiner Karriere als Bundesligaspieler 111-mal ausgewechselt, häufig in Auswärtsspielen, was ihm in Bremen den Spitznamen Heimspiel-Meier einbrachte. Damit gehört er zusammen mit Mehmet Scholl und Ulf Kirsten zu den am häufigsten ausgewechselten Spielern der Bundesligageschichte.

### Nationalmannschaft
Für die Nationalmannschaft spielte er von 1982 bis 1985 16-mal und erzielte dabei zwei Treffer, beide beim 4:2 gegen Jugoslawien am 7. Juni 1983. Der Mittelfeldspieler stand im Aufgebot der Nationalmannschaft bei der Fußball-Europameisterschaft 1984 in Frankreich.

## Trainerlaufbahn
Meier war von November 1997 bis März 1998 als Trainer bei Borussia Mönchengladbach und zuvor und danach für die Mönchengladbacher Amateurmannschaft tätig. Vom 4. Januar 2003 bis zum 8. Dezember 2005 war er Trainer des MSV Duisburg.
Nach seiner zweiten Saison als Cheftrainer beim MSV Duisburg gelang Meier zum Ende der Saison 2004/05 der Aufstieg in die Bundesliga. Gegen Ende der darauf folgenden Hinrunde versetzte Meier am 6. Dezember 2005 während eines Bundesliga-Spiels gegen den 1. FC Köln dem gegnerischen Spieler Albert Streit an der Außenlinie einen Kopfstoß und ließ sich dann selbst fallen. Streit wurde daraufhin des Platzes verwiesen, Meier erhielt für diese Schwalbe vom Sportgericht des DFB per Einstweiliger Verfügung am 7. Dezember ein vorläufiges Berufsverbot. Daraufhin wurde Meier von seinem Verein zunächst suspendiert und am 8. Dezember 2005 entlassen. Am 15. Dezember 2005 wurde Meier vom Sportgericht des Deutschen Fußball-Bundes im Einzelrichter-Verfahren nach Anklageerhebung durch den DFB-Kontrollausschuss wegen eines unsportlichen Verhaltens in der Form der Tätlichkeit gegen den damaligen Kölner Spieler Streit für drei Monate verboten, eine Trainertätigkeit auszuüben. Meier wurde zusätzlich mit einer Geldstrafe in Höhe von 12.500 Euro belegt. Die Sperre lief am 7. März 2006 ab.
Vom 10. September 2006 an war Meier als Trainer bei Dynamo Dresden tätig. Dort wurde er am 24. September 2007 aus sportlichen Gründen entlassen.

### Fortuna Düsseldorf
Am 1. Januar 2008 wurde Meier Cheftrainer bei Fortuna Düsseldorf. Er trat die Nachfolge des sieben Wochen zuvor entlassenen Uwe Weidemann an. Im ersten Jahr unter seiner Regie verpasste Fortuna Düsseldorf den Aufstieg in die 2. Bundesliga als Drittplatzierter. Dieser gelang im zweiten Anlauf am 23. Mai 2009. In der folgenden Saison 2009/10 verpasste die Fortuna unter seiner Leitung trotz schwächelnder Konkurrenz und eines Punktabzugs für Arminia Bielefeld knapp den Aufstieg in die Bundesliga. Hierbei spielte vor allem die Auswärtsschwäche eine Rolle, da Fortuna nur vier der 17 Auswärtsspiele gewann.
Mit sechs Niederlagen in Folge startete man in die Saison 2010/11 und schied in der ersten Runde des DFB-Pokals gegen den Drittligisten TuS Koblenz aus. Nachfolgend setzte eine Trendwende ein, mit der Fortuna Düsseldorf u. a. mit neun Heimsiegen in Folge den Anschluss an das obere Tabellendrittel realisieren konnte. Die ersten 18 Pflichtspiele der Saison 2011/12 wurden ohne Niederlage bestritten. Nach Ende der Hinrunde führte Meier die Fortuna nach 26 Pflichtspielen ohne Niederlage und mit 41 Punkten – was seit Einführung der Dreipunkteregel den Zweitligarekord darstellt – zur Herbstmeisterschaft. Mit dem dritten Platz in der Abschlusstabelle gelang die Qualifikation für die Relegationsspiele zum Bundesligaaufstieg gegen Hertha BSC. Schließlich glückte Meier bereits zum zweiten Mal nach 2004/05 der Aufstieg in die höchste deutsche Spielklasse, doch stieg Fortuna Düsseldorf direkt wieder ab. Nach dem Abstieg trennten sich Meier und der Verein einvernehmlich. Kurz darauf lehnte er eine Anfrage von Beşiktaş Istanbul ab.

### Arminia Bielefeld
Meier wurde am 23. Februar 2014 Trainer des abstiegsgefährdeten Zweitligisten Arminia Bielefeld als Nachfolger des kurz zuvor beurlaubten Stefan Krämer. Er führte die Mannschaft durch einen 3:2-Sieg am letzten Spieltag bei Dynamo Dresden auf den Relegationsplatz 16. In der Relegation scheiterte Arminia trotz eines 3:1-Hinspielsieges durch eine 2:4-Heimniederlage gegen Darmstadt 98.
Kurz nach dem Abstieg wurde Meiers Vertrag für die kommende Saison in der 3. Liga bis zum 30. Juni 2015 verlängert. Meier und dem sportlichen Leiter Samir Arabi gelang es trotz einer Reihe von Abgängen, eine konkurrenzfähige Mannschaft für die neue Spielzeit aufzubauen, die sich nach anfänglichen Problemen recht schnell in der Tabellenspitze etablierte. Die direkte Rückkehr in die zweite Bundesliga gelang am vorletzten Spieltag mit einem Unentschieden im Spiel gegen Jahn Regensburg. Auch im DFB-Pokal war Meiers Mannschaft erfolgreich, als sie mit dem SV Sandhausen, Hertha BSC, Werder Bremen und Borussia Mönchengladbach vier höherklassige Clubs ausschaltete und erst im Halbfinale am VfL Wolfsburg scheiterte.
Meiers Vertrag lief bis 2017, er kündigte ihn aber Anfang Juni 2016 kurzfristig, um nach Darmstadt zu wechseln.

### SV Darmstadt 98
Meier war seit Sommer 2016 Cheftrainer des Erstligisten SV Darmstadt 98. Nach dem Ausscheiden aus dem DFB-Pokal gegen den Regionalligisten FC-Astoria Walldorf und fünf Niederlagen in der Liga in Folge wurde er am 5. Dezember 2016 vom Verein freigestellt.

### 1. FC Kaiserslautern
Am 3. Januar 2017 wurde Meier als neuer Cheftrainer des 1. FC Kaiserslautern in der 2. Bundesliga vorgestellt. Er trat die Nachfolge des zurückgetretenen Tayfun Korkut an und erhielt einen bis zum 30. Juni 2018 laufenden Vertrag. Am 20. September 2017 wurde er, einen Tag nach einer 0:2-Heimniederlage gegen Erzgebirge Aue und mit insgesamt zwei gewonnenen Punkten aus den ersten sieben Saisonspielen, freigestellt. Der FCK war an diesem Tag Tabellenletzter.

### KFC Uerdingen 05
Am 3. Februar 2019 stellte der Drittligist KFC Uerdingen 05 Meier als neuen Cheftrainer vor. Er folgte im Amt auf den zuvor freigestellten und durch seinen Co-Trainer Stefan Reisinger interimsweise vertretenen Aufstiegstrainer Stefan Krämer. Bereits Mitte März wurde auch Meier entlassen, nachdem der KFC seit mittlerweile zehn Ligaspielen sieglos geblieben war.

## Erfolge

### Als Spieler
- Deutscher Meister: 1988
- Deutscher Superpokalsieger: 1988
- Aufstieg in die 1. Bundesliga: 1981

### Als Trainer
- Aufstieg in die 1. Bundesliga (2): 2005 (MSV Duisburg), 2012 (Fortuna Düsseldorf)

- Deutscher Drittligameister: 2015 (Arminia Bielefeld)

- Aufstieg in die 2. Bundesliga (2): 2009 (Fortuna Düsseldorf), 2015 (Arminia Bielefeld)

### Auszeichnungen
- Bremer Sportler des Jahres: 1983

- Düsseldorfer des Jahres im Bereich Sport: 2012 (Zusammen mit dem Manager Wolf Werner)[18]

- 3. Liga Trainer des Jahres: 2015

## Privatleben
Meier ist seit 1983 verheiratet, hat zwei Kinder und lebt in Viersen-Dülken.